# A. Harrison & Sons
A. Harrison & Sons (später: Harrison’s of Dewsbury) war ein britischer Karosseriehersteller, der in der ersten Hälfte des 20. Jahrhunderts Aufbauten für Personenkraftwagen und Nutzfahrzeuge fertigte.

## Unternehmensgeschichte
Das Unternehmen hatte seine Wurzeln in dem in Bradford ansässigen Kutschenhersteller G. T. Cheetham & Co. Alfred Harrison gehörte zum Management von Cheetham. Als Cheetham 1906 zahlungsunfähig wurde, übernahm Alfred Harrison einen Teil des Betriebes und führte ihn in der benachbarten Stadt Dewsbury (West Yorkshire) unter eigenem Namen weiter. Zu dem Londoner Karosseriebauunternehmen R. Harrison & Son, das gleichzeitig aktiv war, bestand keine Verbindung.
Von Beginn an stellte A. Harrison überwiegend Automobilkarosserien her. Bis zum Ausbruch des Ersten Weltkriegs erwarb sich das Unternehmen regional einen guten Ruf. Nach dem Tod des Gründers 1916 übernahmen seine Söhne die Betriebsleitung und das Unternehmen weiter aus. Sie fertigten PKW-Karosserien für Chassis von Armstrong-Siddeley, Bentley, Daimler, Delage, Minerva, Rolls-Royce und Sunbeam, aber auch Nutzfahrzeugaufbauten.
1927 starben beide Söhne des Unternehmensgründers. Kurz darauf gab das neue Management die Fertigung hochwertiger individueller PKW-Karosserien auf und konzentrierte sich auf Aufbauten für Nutzfahrzeuge. Später änderte das Unternehmen seine Firma in Universal Vehicle Group und etablierte sich als einer der größeren Krankenwagenhersteller in Großbritannien. Inzwischen ist der Betrieb eingestellt.